# 水蛙師
水蛙師（1962年06月10日—），本名張和錦，出生於臺灣雲林縣。是台灣的知名廚師。為國家金牌御廚，以“水蛙師”著稱。2005年擔任《天下第一味》連續劇廚藝總監。

## 生平
15歲國民中學甫畢，即單獨北上進入川菜餐廳廚房開始不支薪的工作，30餘年廚師經驗，歷各知名飯店主廚，獲獎頗多。 專長：中式、粵菜、台灣料理。